# Henri Blondeau
Pour les articles homonymes, voir Blondeau.

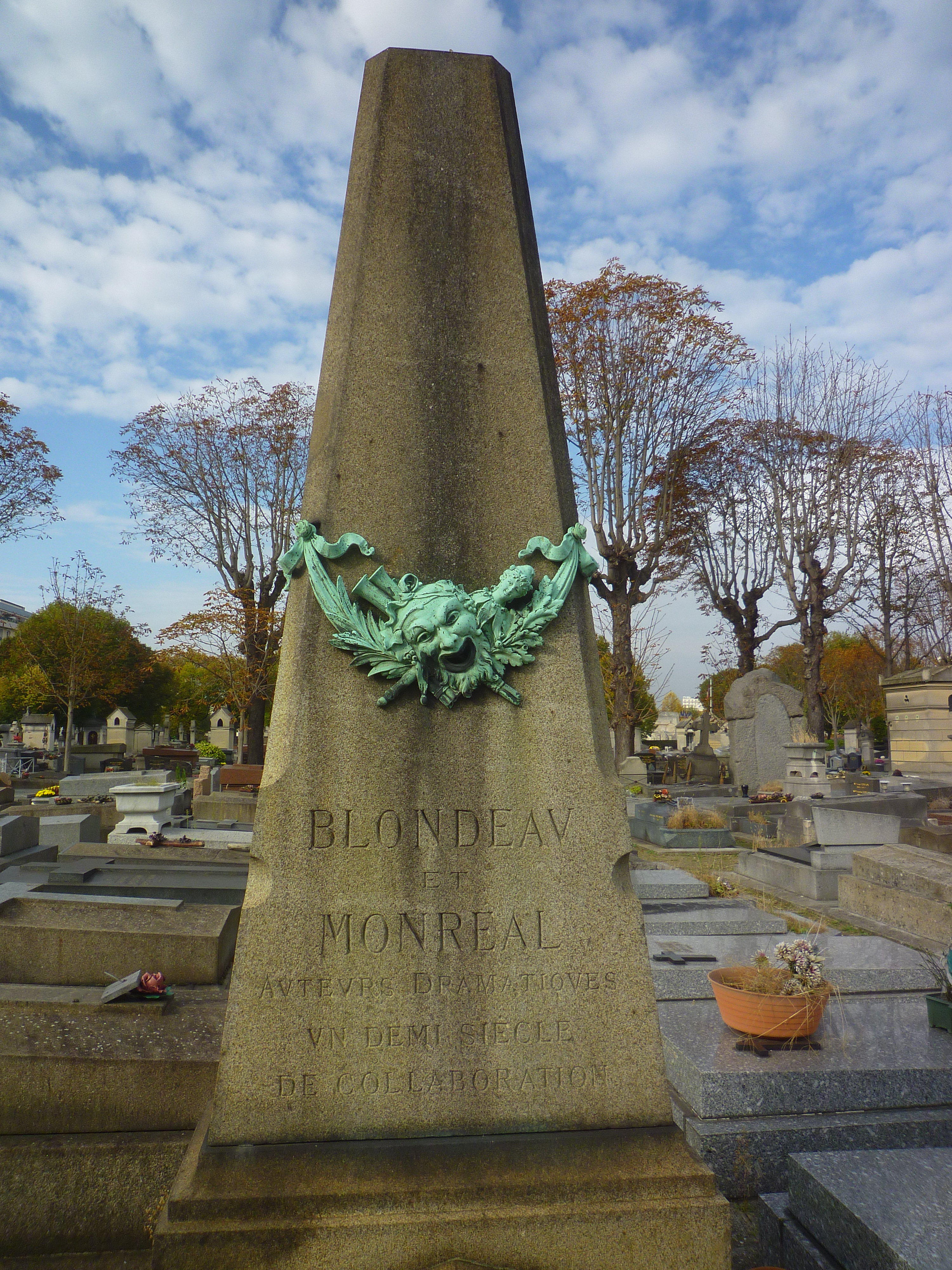
Tombe de Henri Blondeau au cimetière ancien d'Asnières (Hauts-de-Seine).

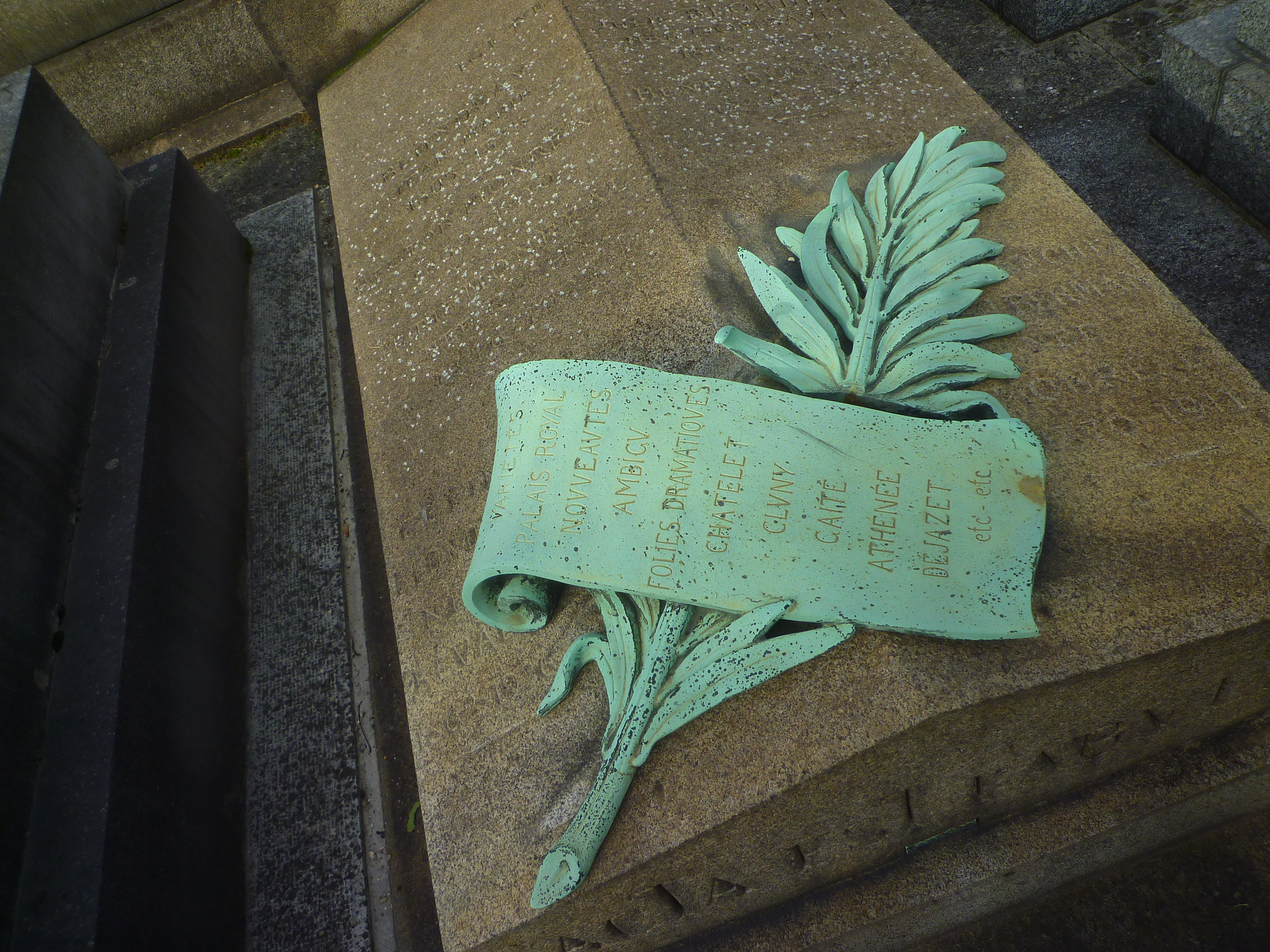
Détail de la tombe.

Henri Marie Gabriel Blondeau (Paris, 5 août 1841 - Courbevoie, 4 mai 1925) est un auteur dramatique, librettiste et chansonnier français, célèbre pour sa chanson Frou-frou.

## Biographie

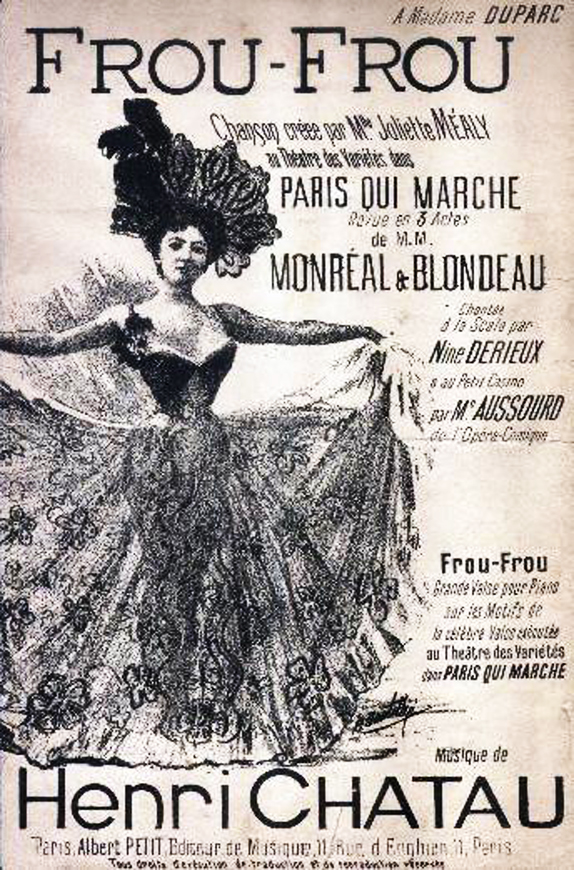
Partition de Frou-Frou.

Commis chez un agent de change, il se fait connaître au début des années 1860 dans les cafés-concerts par des chansonnettes. Avec son ami Hector Monréal, ils vont collaborer sur les planches pendant quarante-cinq ans.
Ses pièces ont été représentées sur les plus grandes scènes parisiennes du XIXe siècle : Théâtre de l'Ambigu-Comique, Théâtre des Folies-Dramatiques, Théâtre des Variétés, Théâtre du Château d'Eau etc.
En 1871, pendant la Commune de Paris, il dirige avec Monréal un journal satirique, le Fils du Père Duchêne illustré.

## Œuvres
- Ah ! J'aime bien mieux ça !, chansonnette, musique d'Ernest Martin, 1863
- L'Embarras du choix !, chansonnette, musique de Martin, 1863
- Victoire et félicité !, duo comique, musique de Auguste Girin, 1863
- Avez-vous vu Lambert ?, scie parisienne, 1864
- Chacun a sa monomanie !, chansonnette, musique de Henri Chulliot de Ploosen, 1864
- Comme on change en vieillissant !, chansonnette de genre, 1864
- Impossible de s'en passer !, chansonnette, musique de Martin, 1864
- Locataire et portier !, duo comique, musique de Martin, 1864
- La Belle Ziguezon, ronde historiette, paroles et musique de Blondeau et Monréal, 1865
- Mr de Richenerac basconnade, chansonnette, avec Monréal, 1865
- Ça n'coûte que deux sous ! grrrrande revue du moment déroulée tous les soirs par Heudebert au Café-concert du boulevard du Temple, 1865
- Le Pion amoureux, pochade-parodie, mêlée de couplets, 1866
- Tapez-moi là-d'ssus !, revue en 4 actes et 8 tableaux, dont 1 prologue, avec Monréal, 1867
- Ah ! qu'c'est bête, ronde burlesque et populaire, musique de Léopold Bougnol, 1868
- Les Hannetons de l'année, revue en 3 actes et 8 tableaux, dont un prologue, avec Monréal, 1868
- Dagobert et son vélocipède, opérette bouffe en 1 acte, 1869
- V'là les bêtises qui recommencent, revue en 4 actes et 8 tableaux, avec Monréal, 1869
- Qui veut voir la lune ?, revue fantaisie en 3 actes et 8 tableaux, avec Monréal, 1871
- Paris dans l'eau, vaudeville aquatique en 4 actes, avec Monréal, 1872
- Une poignée de bêtises, revue en 2 actes et 3 tableaux, avec Monréal, 1872
- La Veuve Malbrough, opérette en 1 acte, avec Monréal, 1872
- La Nuit des noces de la Fille Angot, vaudeville en 1 acte, avec Monréal, 1873
- Les Pommes d'or, opérette féerie en 3 actes et 12 tableaux, avec Chivot, Alfred Duru et Monréal, 1873
- La Comète à Paris, revue en trois actes et dix tableaux, avec Hector Monréal, 1874
- Ah ! C'est donc toi Mme la Revue !, revue en 3 actes et 10 tableaux, avec Monréal, 1874
- Pif-Paf, féerie en 5 actes, dont 1 prologue et 20 tableaux, avec Clairville et Monréal, 1875
- La Revue à la vapeur, actualité parisienne en 1 acte et 3 tableaux, avec Paul Siraudin, Charles Blondelet et Monréal, 1875
- L'Ami Fritz-Poulet, parodie à la fourchette, mêlée de chansons à boire et à manger, en deux services, deux entremets et un dessert, avec Monréal, 1876
- A treize ! tout à treize !, chansonnette, 1876
- Les Environs de Paris, voyage d'agrément en 4 actes et 8 tableaux, avec Monréal, 1877
- Un hanneton dans la coupole, fantaisie Charentonesque, musique de Marc Chautagne, 1877
- Le Pays des chimères. Dalloz, chanson, musique de Chautagne, 1877
- Une nuit de noces, folie-vaudeville en 1 acte, avec Monréal, 1883
- Carnot, drame militaire en cinq actes et huit tableaux, avec Léon Jonathan, 1884
- Au clair de la lune, revue en 4 actes et 8 tableaux, avec Monréal et Georges Grisier, 1884
- Pêle-mêle gazette, revue en 4 actes et 7 tableaux, avec Grisier et Monréal, 1885
- La Serinette de Jeannot, vaudeville en 1 acte, avec Monréal, 1885
- Les Terreurs de Jarnicoton, vaudeville-pantomime en 1 acte, avec Monréal, 1885
- Les Victimes du devoir !, chanson dramatique, musique de Félicien Vargues, 1885
- Paris en général, revue en 4 actes et 10 tableaux, avec Grisier et Monréal, 1886
- Mam'zelle Clochette, vaudeville en 1 acte, avec Monréal, 1887
- La Petite Francillon, petite parodie en 1 petit prologue, 3 petits actes et 2 petits entr'actes, avec Alphonse Lemonnier et Monréal, 1887
- Paris-cancans, revue en 3 actes et 8 tableaux, avec Monréal, 1888
- Paris Exposition, revue en 3 actes, 9 tableaux, avec Monréal, 1889
- Paris-boulevard, revue en 3 actes, 8 tableaux, avec Monréal, 1889
- Paris port de mer, revue en 3 actes, 7 tableaux, avec Monréal, 1891
- Les Variétés de l'année, revue en 3 actes et 9 tableaux, avec Monréal, 1892
- Les Bicyclistes en voyage, pièce en 3 actes et 7 tableaux, avec Henri Chivot, 1893
- Les Rouengaines de l'année, revue en 3 actes, 7 tableaux dont un prologue, avec Monréal, 1893
- Tout Paris en revue, revue en 3 actes et 3 tableaux, avec Monréal, 1894
- La Revue sans gêne, revue en 3 actes, 9 tableaux, avec Monréal et Alfred Delilia, 1894
- Vive Robinson !, duo, avec Monréal et Delilia, musique de Lucien Collin, 1894
- Une semaine à Paris, revue en 3 actes, 11 tableaux, avec Monréal, 1896
- Paris qui marche, revue en 3 actes, 10 tableaux, avec Monréal, 1897
- Paris sur scène, revue en 3 actes, 8 tableaux, avec Monréal, 1897
- Folies-Revue, revue en 3 actes, 9 tableaux, avec Monréal, 1898
- Frou-frou, chanson, avec Monréal, 1898
- Madame Méphisto, pièce à spectacle, en 2 actes et 5 tableaux, avec Monréal, 1900
- Paris-joujoux, revue en 2 actes et 6 tableaux, avec Monréal, 1901
- Olympia-Revue, en quatre tableaux, avec Monréal, 1903
- On demande une étoile, scènes de la vie de théâtre, avec Monréal, 1904
- Le Paradis de Mahomet, opérette en 3 actes, musique de Robert Planquette, 1906
- Guignol s'en va-t-en guerre, pochade en trois tableaux et un prologue, avec Victor Buteaux, 1915
- Gaspard à Paris, revue d'un permissionnaire en 2 actes et 6 tableaux, avec René Pourrière, 1917
- Monsieur Bouchenlarge, fantaisie, non datée
- Pour les distraire, chansonnette, non datée